# Alpiner Skiweltcup 1971/72
Die Saison 1971/72 des von der FIS veranstalteten Alpinen Skiweltcups begann am 3. Dezember 1971 in St. Moritz und endete am 19. März 1972 in Pra-Loup. Bei den Männern wurden 21 Rennen ausgetragen (je 7 Abfahrten, Riesenslaloms und Slaloms). Bei den Frauen waren es ebenfalls 21 Rennen (je 7 Abfahrten, Riesenslaloms und Slaloms).
Als große Neuerung zählten nun die besten fünf Resultate pro Disziplin für den Gesamtweltcup und auch die besten fünf für den jeweiligen Disziplinenweltcup. Erstmals ging die Nationenwertung bei den Herren an die Schweiz.
Höhepunkt der Saison waren die Olympischen Winterspiele 1972 in Sapporo.

## Weltcupwertungen

### Gesamt
| Rang | Name                   | Punkte |
| ---- | ---------------------- | ------ |
| 01.  | Gustav Thöni           | 154    |
| 02.  | Henri Duvillard        | 142    |
| 03.  | Edmund Bruggmann       | 140    |
| 04.  | Jean-Noël Augert       | 125    |
| 05.  | Bernhard Russi         | 114    |
| 06.  | Andrzej Bachleda-Curuś | 109    |
| 07.  | Roland Thöni           | 093    |
| 08.  | Karl Schranz           | 083    |
| 09.  | Mike Lafferty          | 063    |
| 10.  | Heinrich Messner       | 061    |
| 11.  | Roger Rossat-Mignod    | 055    |
| 12.  | Erik Håker             | 050    |
| 13.  | Walter Tresch          | 049    |
| 14.  | Franz Vogler           | 047    |
| 15.  | Alain Penz             | 046    |
| 15.  | David Zwilling         | 046    |
| 17.  | Adolf Rösti            | 042    |
| 18   | Jean-Daniel Dätwyler   | 039    |
| 18   | Andreas Sprecher       | 039    |

| Rang | Name                 | Punkte |
| ---- | -------------------- | ------ |
| 20   | Eberhard Schmalzl    | 37     |
| 20   | Michel Dätwyler      | 37     |
| 22.  | Alfred Hagn          | 35     |
| 23.  | René Berthod         | 32     |
| 24.  | Sepp Heckelmiller    | 28     |
| 25.  | Reinhard Tritscher   | 27     |
| 26.  | Werner Mattle        | 26     |
| 27.  | Tyler Palmer         | 25     |
| 28.  | Karl Cordin          | 24     |
| 29.  | Bob Cochran          | 22     |
| 30.  | Josef Loidl          | 21     |
| 31.  | Max Rieger           | 20     |
| 32.  | Christian Neureuther | 18     |
| 33.  | Harald Rofner        | 15     |
| 33.  | Helmuth Schmalzl     | 15     |
| 35.  | Eric Poulsen         | 12     |
| 36.  | Hans Hinterseer      | 10     |
| 37.  | Malcolm Milne        | 09     |

| Rang | Name               | Punkte |
| ---- | ------------------ | ------ |
| 38.  | Werner Bleiner     | 8      |
| 38.  | Roland Collombin   | 8      |
| 40.  | Aurelio García     | 6      |
| 40.  | Patrick Russel     | 6      |
| 42.  | Giuliano Besson    | 5      |
| 43.  | Engelhard Pargätzi | 4      |
| 43.  | Georg Sonnenberger |        |
| 45.  | Heini Hemmi        | 2      |
| 45.  | Jim Hunter         | 2      |
| 45.  | Alfred Matt        | 2      |
| 45.  | Terry Palmer       | 2      |
| 45.  | Otto Tschudi       | 2      |
| 45.  | Hans Zingre        | 2      |
| 51.  | Dave Currier       | 1      |
| 51.  | Bernard Orcel      | 1      |
| 51.  | Herbert Plank      | 1      |
| 51.  | Erwin Stricker     | 1      |
| 51.  | Marcello Varallo   | 1      |

| Rang | Name                | Punkte |
| ---- | ------------------- | ------ |
| 01.  | Annemarie Pröll     | 269    |
| 02.  | Françoise Macchi    | 187    |
| 03.  | Britt Lafforgue     | 128    |
| 04.  | Monika Kaserer      | 120    |
| 05.  | Marie-Theres Nadig  | 111    |
| 06.  | Rosi Mittermaier    | 110    |
| 07.  | Wiltrud Drexel      | 102    |
| 08.  | Florence Steurer    | 096    |
| 09.  | Danièle Debernard   | 090    |
| 10.  | Isabelle Mir        | 089    |
| 11.  | Michèle Jacot       | 070    |
| 12.  | Barbara Ann Cochran | 064    |
| 12.  | Marilyn Cochran     | 064    |
| 14.  | Jacqueline Rouvier  | 060    |
| 15.  | Pamela Behr         | 029    |

| Rang | Name                  | Punkte |
| ---- | --------------------- | ------ |
| 16.  | Sandra Poulsen        | 26     |
| 16.  | Christine Rolland     | 26     |
| 18.  | Betsy Clifford        | 24     |
| 19.  | Susan Corrock         | 23     |
| 19.  | Gertrud Gabl          | 23     |
| 21.  | Traudl Treichl        | 21     |
| 22.  | Laurie Kreiner        | 17     |
| 23.  | Rosi Speiser          | 15     |
| 24.  | Patty Boydstun        | 14     |
| 24.  | Conchita Puig         | 14     |
| 24.  | Bernadette Zurbriggen | 14     |
| 27.  | Brigitte Totschnig    | 13     |
| 28.  | Judy Crawford         | 11     |
| 29.  | Jocelyn Périllat      | 10     |
| 30.  | Bernadette Rauter     | 09     |

| Rang | Name                  | Punkte |
| ---- | --------------------- | ------ |
| 31.  | Annie Famose          | 8      |
| 31.  | Kathy Kreiner         |        |
| 31.  | Elisabeth Mayr        |        |
| 34.  | Karen Budge           | 7      |
| 34.  | Odile Chalvin         | 7      |
| 36.  | Karianne Christiansen | 6      |
| 36.  | Gina Hathorn          | 6      |
| 38.  | Carolyn Oughton       | 4      |
| 39.  | Martha Coughlin       | 2      |
| 40.  | Cheryl Bechdolt       | 1      |
| 40.  | Rita Good             | 1      |
| 40.  | Marianne Ranner       | 1      |
| 40.  | Maria Roberta Schranz | 1      |
| 40.  | Cece Teague           | 1      |
| 40.  | Hanni Wenzel          | 1      |

### Abfahrt
| Rang | Athlet               | Punkte |
| ---- | -------------------- | ------ |
| 1    | Bernhard Russi       | 110    |
| 2    | Karl Schranz         | 083    |
| 3    | Mike Lafferty        | 063    |
| 4    | Heinrich Messner     | 061    |
| 5    | Franz Vogler         | 047    |
| 6    | Henri Duvillard      | 043    |
| 7    | Jean-Daniel Dätwyler | 039    |
| 7    | Andreas Sprecher     | 039    |
| 9    | Michel Dätwyler      | 037    |
| 10   | René Berthod         | 032    |

| Rang | Athletin              | Punkte |
| ---- | --------------------- | ------ |
| 1    | Annemarie Pröll       | 125    |
| 2    | Wiltrud Drexel        | 076    |
| 3    | Marie-Theres Nadig    | 071    |
| 4    | Françoise Macchi      | 067    |
| 5    | Isabelle Mir          | 063    |
| 6    | Jacqueline Rouvier    | 060    |
| 7    | Susan Corrock         | 015    |
| 8    | Bernadette Zurbriggen | 014    |
| 9    | Brigitte Totschnig    | 013    |
| 10   | Michèle Jacot         | 012    |
| 10   | Rosi Mittermaier      | 012    |

### Riesenslalom
| Rang | Athlet                 | Punkte |
| ---- | ---------------------- | ------ |
| 1    | Gustav Thöni           | 84     |
| 2    | Edmund Bruggmann       | 78     |
| 3    | Roger Rossat-Mignod    | 55     |
| 4    | Erik Håker             | 50     |
| 5    | Henri Duvillard        | 49     |
| 6    | David Zwilling         | 38     |
| 7    | Alfred Hagn            | 30     |
| 8    | Andrzej Bachleda-Curuś | 28     |
| 8    | Sepp Heckelmiller      | 28     |
| 8    | Adolf Rösti            | 28     |

| Rang | Athletin           | Punkte |
| ---- | ------------------ | ------ |
| 1    | Annemarie Pröll    | 115    |
| 2    | Monika Kaserer     | 076    |
| 3    | Britt Lafforgue    | 052    |
| 4    | Françoise Macchi   | 050    |
| 5    | Marilyn Cochran    | 044    |
| 6    | Marie-Theres Nadig | 037    |
| 7    | Rosi Mittermaier   | 032    |
| 8    | Danièle Debernard  | 028    |
| 9    | Michèle Jacot      | 027    |
| 10   | Florence Steurer   | 026    |

### Slalom
| Rang | Athlet                 | Punkte |
| ---- | ---------------------- | ------ |
| 1    | Jean-Noël Augert       | 101    |
| 2    | Andrzej Bachleda-Curuś | 081    |
| 3    | Roland Thöni           | 075    |
| 4    | Gustav Thöni           | 066    |
| 5    | Edmund Bruggmann       | 062    |
| 6    | Henri Duvillard        | 050    |
| 7    | Alain Penz             | 028    |
| 8    | Tyler Palmer           | 025    |
| 9    | Eberhard Schmalzl      | 024    |
| 10   | Max Rieger             | 020    |

| Rang | Athletin            | Punkte |
| ---- | ------------------- | ------ |
| 1    | Britt Lafforgue     | 76     |
| 2    | Françoise Macchi    | 70     |
| 2    | Florence Steurer    | 70     |
| 4    | Rosi Mittermaier    | 66     |
| 5    | Danièle Debernard   | 62     |
| 6    | Barbara Ann Cochran | 57     |
| 7    | Monika Kaserer      | 37     |
| 8    | Michèle Jacot       | 31     |
| 9    | Pamela Behr         | 29     |
| 9    | Annemarie Pröll     | 29     |

## Podestplatzierungen Herren

### Abfahrt
| Datum      | Ort                    | 1. Platz       | 2. Platz         | 3. Platz             |
| ---------- | ---------------------- | -------------- | ---------------- | -------------------- |
| 05.12.1971 | St. Moritz (SUI)       | Bernhard Russi | Heinrich Messner | Walter Tresch        |
| 12.12.1971 | Val-d’Isère (FRA)      | Karl Schranz   | Heinrich Messner | Michel Dätwyler      |
| 14.01.1972 | Kitzbühel (AUT)        | Karl Schranz   | Henri Duvillard  | Bernhard Russi       |
| 15.01.1972 | Kitzbühel (AUT)        | Karl Schranz   | Henri Duvillard  | Heinrich Messner     |
| 25.02.1972 | Crystal Mountain (USA) | Bernhard Russi | Mike Lafferty    | Jean-Daniel Dätwyler |
| 26.02.1972 | Crystal Mountain (USA) | Franz Vogler   | Bernhard Russi   | Jean-Daniel Dätwyler |
| 15.03.1972 | Gröden (ITA)           | Bernhard Russi | René Berthod     | Mike Lafferty        |

### Riesenslalom
| Datum      | Ort                   | 1. Platz            | 2. Platz           | 3. Platz            |
| ---------- | --------------------- | ------------------- | ------------------ | ------------------- |
| 09.12.1971 | Val-d’Isère (FRA)     | Erik Håker          | Jean-Noël Augert   | Henri Duvillard     |
| 10.01.1972 | Berchtesgaden (FRG)   | Roger Rossat-Mignod | Gustav Thöni       | Walter Tresch       |
| 24.01.1972 | Adelboden (SUI)       | Werner Mattle       | Adolf Rösti        | Gustav Thöni        |
| 18.02.1972 | Banff (CAN)           | Erik Håker          | Sepp Heckelmiller  | Helmuth Schmalzl    |
| 02.03.1972 | Heavenly Valley (USA) | Gustav Thöni        | Henri Duvillard    | David Zwilling      |
| 16.03.1972 | Gröden (ITA)          | Edmund Bruggmann    | Reinhard Tritscher | Roland Thöni        |
| 19.03.1972 | Pra-Loup (FRA)        | Edmund Bruggmann    | Gustav Thöni       | Roger Rossat-Mignod |

### Slalom
| Datum      | Ort                        | 1. Platz               | 2. Platz         | 3. Platz               |
| ---------- | -------------------------- | ---------------------- | ---------------- | ---------------------- |
| 19.12.1971 | Sestriere (ITA)            | Tyler Palmer           | Jean-Noël Augert | Harald Rofner          |
| 09.01.1972 | Berchtesgaden (FRG)        | Henri Duvillard        | Max Rieger       | Andrzej Bachleda-Curuś |
| 16.01.1972 | Kitzbühel (AUT)            | Jean-Noël Augert       | Edmund Bruggmann | Andrzej Bachleda-Curuś |
| 23.01.1972 | Wengen (SUI)               | Jean-Noël Augert       | Gustav Thöni     | Bob Cochran            |
| 19.02.1972 | Banff (CAN)                | Andrzej Bachleda-Curuś | Jean-Noël Augert | Gustav Thöni           |
| 17.03.1972 | Madonna di Campiglio (ITA) | Roland Thöni           | Alain Penz       | Andrzej Bachleda-Curuś |
| 18.03.1972 | Pra-Loup (FRA)             | Roland Thöni           | Gustav Thöni     | Edmund Bruggmann       |

## Podestplatzierungen Damen

### Abfahrt
| Datum      | Ort                    | 1. Platz           | 2. Platz                          | 3. Platz           |
| ---------- | ---------------------- | ------------------ | --------------------------------- | ------------------ |
| 03.12.1971 | St. Moritz (SUI)       | Annemarie Pröll    | Françoise Macchi                  | Jacqueline Rouvier |
| 11.12.1971 | Val-d’Isère (FRA)      | Jacqueline Rouvier | Annemarie Pröll                   | Françoise Macchi   |
| 17.12.1971 | Sestriere (ITA)        | Annemarie Pröll    | Jacqueline Rouvier                | Françoise Macchi   |
| 12.01.1972 | Bad Gastein (AUT)      | Annemarie Pröll    | Wiltrud Drexel                    | Isabelle Mir       |
| 18.01.1972 | Grindelwald (SUI)      | Annemarie Pröll    | Marie-Theres Nadig                | Isabelle Mir       |
| 25.02.1972 | Crystal Mountain (USA) | Annemarie Pröll    | Wiltrud Drexel Marie-Theres Nadig |                    |
| 26.02.1972 | Crystal Mountain (USA) | Wiltrud Drexel     | Annemarie Pröll                   | Marie-Theres Nadig |

### Riesenslalom
| Datum      | Ort                           | 1. Platz          | 2. Platz         | 3. Platz           |
| ---------- | ----------------------------- | ----------------- | ---------------- | ------------------ |
| 03.01.1972 | Oberstaufen (FRG)             | Françoise Macchi  | Annemarie Pröll  | Marilyn Cochran    |
| 07.01.1972 | Maribor (YUG)                 | Françoise Macchi  | Michèle Jacot    | Annemarie Pröll    |
| 22.01.1972 | Saint-Gervais-les-Bains (FRA) | Annemarie Pröll   | Monika Kaserer   | Marie-Theres Nadig |
| 19.02.1972 | Banff (CAN)                   | Annemarie Pröll   | Wiltrud Drexel   | Monika Kaserer     |
| 01.03.1972 | Heavenly Valley (USA)         | Annemarie Pröll   | Rosi Mittermaier | Britt Lafforgue    |
| 18.03.1972 | Pra-Loup (FRA)                | Danièle Debernard | Monika Kaserer   | Marie-Theres Nadig |
| 18.03.1972 | Pra-Loup (FRA)                | Britt Lafforgue   | Annemarie Pröll  | Monika Kaserer     |

### Slalom
| Datum      | Ort                   | 1. Platz          | 2. Platz            | 3. Platz            |
| ---------- | --------------------- | ----------------- | ------------------- | ------------------- |
| 18.12.1971 | Sestriere (ITA)       | Françoise Macchi  | Rosi Mittermaier    | Monika Kaserer      |
| 04.01.1972 | Oberstaufen (FRG)     | Françoise Macchi  | Rosi Mittermaier    | Danièle Debernard   |
| 13.01.1972 | Bad Gastein (AUT)     | Britt Lafforgue   | Françoise Macchi    | Annemarie Pröll     |
| 19.01.1972 | Grindelwald (SUI)     | Britt Lafforgue   | Monika Kaserer      | Barbara Ann Cochran |
| 18.02.1972 | Banff (CAN)           | Britt Lafforgue   | Barbara Ann Cochran | Florence Steurer    |
| 03.03.1972 | Heavenly Valley (USA) | Florence Steurer  | Michèle Jacot       | Marilyn Cochran     |
| 17.03.1972 | Pra-Loup (FRA)        | Danièle Debernard | Pamela Behr         | Rosi Mittermaier    |

## Nationencup
| Rang | Land                   | Punkte |
| ---- | ---------------------- | ------ |
| 1    | Frankreich             | 1146   |
| 2    | Österreich             | 842    |
| 3    | Schweiz                | 660    |
| 4    | Vereinigte Staaten     | 333    |
| 5    | BR Deutschland         | 327    |
| 6    | Italien                | 308    |
| 7    | Polen                  | 109    |
| 8    | Kanada                 | 66     |
| 9    | Norwegen               | 58     |
| 10   | Spanien                | 20     |
| 11   | Australien             | 9      |
| 12   | Vereinigtes Königreich | 6      |
| 13   | Liechtenstein          | 1      |

| Rang | Land               | Punkte |
| ---- | ------------------ | ------ |
| 1    | Schweiz            | 534    |
| 2    | Frankreich         | 375    |
| 3    | Italien            | 307    |
| 4    | Österreich         | 297    |
| 5    | BR Deutschland     | 152    |
| 6    | Vereinigte Staaten | 125    |
| 7    | Polen              | 109    |
| 8    | Norwegen           | 52     |
| 9    | Australien         | 9      |
| 10   | Spanien            | 6      |
| 11   | Kanada             | 2      |

| Rang | Land                   | Punkte |
| ---- | ---------------------- | ------ |
| 1    | Frankreich             | 771    |
| 2    | Österreich             | 545    |
| 3    | Vereinigte Staaten     | 208    |
| 4    | BR Deutschland         | 175    |
| 5    | Schweiz                | 126    |
| 6    | Kanada                 | 64     |
| 7    | Spanien                | 14     |
| 8    | Vereinigtes Königreich | 6      |
| 8    | Norwegen               | 6      |
| 10   | Italien                | 1      |
| 10   | Liechtenstein          | 1      |

## Statistik der Podestplätze
Angegeben werden die Anzahl Podestplätze je Land und Disziplin sowie die Gesamtanzahl.

### Damen
| Land | Land | 1. | 2. | 3. | Total |
| ---- | ---- | -- | -- | -- | ----- |
| 1    | FRA  | 12 | 05 | 8  | 25    |
| 2    | AUT  | 09 | 10 | 5  | 24    |
| 3    | FRG  | 0– | 04 | 1  | 05    |
| 4    | CHE  | 0– | 02 | 3  | 05    |
| 5    | USA  | 0– | 01 | 3  | 04    |

| Land | Land | 1. | 2. | 3. |
| ---- | ---- | -- | -- | -- |
| 1    | AUT  | 6  | 4  | –  |
| 2    | FRA  | 1  | 2  | 5  |
| 3    | SUI  | –  | 2  | 1  |

| Land | Land | 1. | 2. | 3. |
| ---- | ---- | -- | -- | -- |
| 1    | FRA  | 4  | 1  | 1  |
| 2    | AUT  | 3  | 5  | 3  |
| 3    | FRG  | –  | 1  | –  |
| 4    | SUI  | –  | –  | 2  |
| 5    | USA  | 1  | –  | 1  |

| Land | Land | 1. | 2. | 3. |
| ---- | ---- | -- | -- | -- |
| 1    | FRA  | 7  | 2  | 2  |
| 2    | FRG  | –  | 3  | 1  |
| 3    | AUT  | –  | 1  | 2  |
| 3    | USA  | –  | 1  | 2  |

### Herren
| Land | Land | 1. | 2. | 3. | Total |
| ---- | ---- | -- | -- | -- | ----- |
| 1    | SUI  | 6  | 4  | 7  | 17    |
| 2    | FRA  | 4  | 7  | 2  | 13    |
| 3    | ITA  | 3  | 4  | 4  | 11    |
| 4    | AUT  | 3  | 3  | 3  | 09    |
| 5    | NOR  | 2  | –  | –  | 02    |
| 6    | USA  | 1  | 1  | 2  | 04    |
| 7    | POL  | 1  | –  | 3  | 04    |
| 8    | FRG  | 1  | 2  | –  | 03    |

| Land | Land | 1. | 2. | 3. |
| ---- | ---- | -- | -- | -- |
| 1    | SUI  | 3  | 2  | 5  |
| 2    | AUT  | 3  | 2  | 1  |
| 3    | FRG  | 1  | –  | –  |
| 4    | FRA  | –  | 2  | –  |
| 5    | USA  | –  | 1  | 1  |

| Land | Land | 1. | 2. | 3. |
| ---- | ---- | -- | -- | -- |
| 1    | SUI  | 3  | 1  | 1  |
| 2    | NOR  | 2  | –  | –  |
| 3    | ITA  | 1  | 2  | 3  |
| 4    | FRA  | 1  | 2  | 2  |
| 5    | AUT  | –  | 1  | 1  |
| 6    | FRG  | –  | 1  | –  |

| Land | Land | 1. | 2. | 3. |
| ---- | ---- | -- | -- | -- |
| 1    | FRA  | 3  | 3  | –  |
| 2    | ITA  | 2  | 2  | 1  |
| 3    | POL  | 1  | –  | 3  |
| 4    | USA  | 1  | –  | 1  |
| 5    | SUI  | –  | 1  | 1  |
| 6    | FRG  | –  | 1  | –  |
| 7    | AUT  | –  | –  | 1  |

## Saisonverlauf

### Neue Regelung für Rennen mit zwei Durchgängen
In dieser Saison kam es zur Einführung der so genannten „Bibbo-Regel“, benannt nach seinem schwedischen „Erfinder“ Bibbo Nordenskjöld. Sie wurde auf Vorschlag der Franzosen erstmals beim Riesenslalom von Val-d’Isère am 9. Dezember angewendet und sie bewährte sich. Demnach gab es in den Bewerben mit zwei Durchgängen (Herren-Riesenslalom) eine faire Abwicklung, wonach im zweiten Lauf zwar vorerst die Läufer mit den Startnummern 1 bis 15 in gestürzter Reihenfolge starteten, danach jene mit dem Rang, der ihnen nach diesen 15 Fahrern der ersten Gruppe aufgrund des Klassements des ersten Laufes zukam. Erster tatsächlicher Nutznießer war Erik Håker, der mit Startnummer 20 (im Übrigen die bislang höchste Siegernummer in einem Herren-Riesenslalom) nach dem ersten Lauf geführt hatte und nun im zweiten Lauf als frühestens 16. (und nicht – wie in seinem Fall – schlechtestenfalls als 26.) starten durfte. Eine weitere hohe Nummer nach dem ersten Lauf hatte mit Nr. 27 Walter Tresch (SUI) auf Rang 7. In späterer Folge wurde diese Regelung aber dahingehend geändert, dass bereits von Beginn weg der 2. Lauf sich nach dem Klassement des ersten Durchgangs richtete, damit starteten die im Klassement von 1 bis 15 aufscheinenden Läuferinnen/Läufer in gestürzter Reihenfolge (damit der Führende als Letzter) und danach folgten, auch laut Klassement, die Läuferinnen/Läufer ab Rang 16. Bei den olympischen Rennen 1972 wurde diese Regelung allerdings nicht angewendet.

### Beschlüsse beim FIS-Kongress
Nebst diversen Festlegungen zum Amateurparagraphen (siehe bitte separaten Artikel) wurde beim Kongress in Opatija (26. bis 29. Mai 1971) die Einführung des Europacups anstatt des Weltcup-B-Bewerbs beschlossen. Für den Weltcup wurde weiters die so genannte «Gastgeberregel» (das doppelte Kontingent, maximal 20 Starter) darauf eingeschränkt, dass dies nur bei zwei Rennen am selben Ort erlaubt ist (bei mehr als zwei Rennen gibt es keine Zusatzerlaubnis). Die Teilnahmeberechtigung pro Nation wurde pro Läufer von 50 auf 40 FIS-Punkte und bei Läuferinnen von 70 auf 60 FIS-Punkte reduziert; nur kleinere Länder dürfen ohne Rücksicht auf die FIS-Punkte je 2 Fahrer stellen. Ein Antrag, Damen-Riesentorläufe nun auch in zwei Durchgängen auszutragen, wurde abgelehnt (es sollen nur, allerdings nicht im Weltcup, Versuche gefahren werden; ein Beschluss könne beim nächsten Kongress 1973 gefasst werden).

### Amateurparagraph
Die Saison war nicht nur wegen der anstehenden Olympischen Winterspiele – wie es allgemein jede Saison ist, in welcher solche Großereignisse stattfinden – angespannt, sondern es entwickelte sich auf Grund der Fragen um den Amateurparagraphen und jegliche Werbetätigkeiten eine noch gesteigerte Brisanz. (Allerdings waren auch die folgenden zwei Saisons von diesen Kontroversitäten über den Professionalismus geprägt.)
Der am 26. Mai in Opatija eröffnete 28. FIS-Kongress hatte verschärfte Richtlinien für die Qualifikationen als „Amateur-Skirennläufer“ festgelegt. Schon vor Beginn der Arbeitssitzungen am 28. Mai war das Bewusstsein herauszulesen gewesen, dass die FIS Neuland zu betreten und im gewissen Sinne Pionierarbeit für andere große Sportverbände mit ähnlichen Problemen zu leisten hatte. Gerade hinsichtlich der Meinungsauffassung des IOC-Präsidenten Avery Brundage hatten die Kongressmitglieder nichts riskieren wollen. Den Läufern wurden nur Entschädigungen für Lohnausfall für Vorbereitungen in einer 60 Tage nicht überschreitenden Periode und für Reisen nach Trainings- und Wettkampforten, die volle Vergütung für den Unterhalt während des Trainings und der Wettkämpfe sowie sozialen Schutz einschließlich voller Versicherung zuerkannt. Inserate für Ski, Ausrüstung oder Waren durften keine Namen, Fotos oder Titel von individuellen Wettkämpfern enthalten, Erfolgszitate durften sich nur auf Mannschaftsgruppen beziehen und bei Inserierungen verwendete Wettkampfrekorde durften nicht auf identifizierbare Personen Bezug nehmen. Bei den Schriftgrößen auf den Skiern durfte kein Buchstabe 25 mm Höhe und 35 mm Breite überschreiten, auf den Schuhen (Skistiefeln) war das Maß auf 15 mm und bei Skistöcken auf 10 mm in jeder Dimension beschränkt. Keine sichtbare kommerzielle Identifikation durfte am Äußeren von Kleidern, Uniformen, Helmen, Handschuhen oder Brillen vorkommen.
Hinsichtlich des befürchteten Bannstrahls durch IOC-Präsident Avery Brundage, der sich hauptsächlich gegen die Herren richtete, gab es vorbeugende Maßnahmen. So überklebten die Fahrer in den Trainings zum Saisonauftakt in St. Moritz ihre Startnummern, weil dort der Brundage-Besuch angekündigt war. Offensichtlich reagierte der DSV scharf gegen diverse Verstöße, sprich z. B. verkappte Werbung in Zeitungsinseraten, und sperrte einige Läufer. Probleme gab es auch um die Zulassung der Firmenbetreuer, die sogar einen Streik androhten, falls sie den Läufern nicht zur Verfügung stehen dürften.
Die Amateurangelegenheit führte auch zu einer Krise im französischen Olympischen Komitee, in welchem dessen Präsident Jean de Beaumont wegen Unsicherheiten über die Qualifikationsberechtigungen der französischen Skielite am 10. Dezember zurücktrat. Auch die Damen waren wegen der Startnummernwerbung betroffen, u. zw. bei den Kandaharrennen in Sestriere, wobei eine Konfliktsituation entstand, nachdem auf die Reklamation des US-Coaches Schäffler, wonach es US-Sportlern auf Anordnung des Nationalen Olympischen Komitees der USA das Tragen von Startnummern mit Werbeaufschriften verboten sei, und FIS-Präsident Marc Hodler daraufhin ein Überkleben empfahl. Denn nun meldeten sich das Arlberg-Kandahar-Komitee und die Jury mit einem Hinweis auf die Wettkampfordnung der FIS, die eine Änderung der Startnummer mit der Disqualifikation ahndet. So starteten die amerikanischen Läuferinnen dann doch mit diesen "Werbe-Startnummern".
Eine am 6. Januar veröffentlichte Meldung besagte, dass Brundage die alpinen und nordischen Skibewerbe in Sapporo nur als FIS-Weltmeisterschaften gestatten würde. Weiterhin waren auch die Reklame-Lettern auf den Startnummern Anlass für die Brundage-Informanten; so wurde in Sestriere für einen Wermuth, in Maribor für Büstenhalter geworben.
Eine neuerliche Nachricht kam Anfang Januar 1972, wonach für Brundage alle Weltcup-Läufer deshalb für Sapporo nicht qualifiziert seien, weil sie mit Startnummern mit der Aufschrift »Coupe de Monde Fis – Evian« für eine Mineralwasserfirma geworben haben und es unbedeutend sei, dass die Läufer die Regeln der FIS befolgt hätten. Laut dem Nationalen Olympischen Komitee von Deutschland gehöre der Amateurparagraph zukünftig abgeschafft. Das NOK leitete auch Untersuchungen dahingehend ein, weil deutsche Skirennläufer in einer Illustrierten für Fruchtsaft geworben haben. Zur ersten Abfahrt in Kitzbühel (14. Januar) traten, mit Ausnahme der Läufer aus Polen und den USA, alle mit den bekannten FIS-Startnummern an. Fast täglich kamen Meldungen zu all den Querelen. Und dann hieß es auch, dass Brundages Äußerungen nur Schreckschüsse seien.
Etwas eigenartig wurde das Verhalten der US-Ski-Association empfunden, welche bei den Europarennen sich geweigert hatte, dass ihre Läufer mit Startnummern mit Firmenwerbung ausgestattet würden, dann aber bei der Veranstaltung in Crystal solche mit dem Firmennamen einer Brauerei aus dem Staate Washington zuließ, die hier die Rennen finanzierte.

### Sonstige Ereignisse
- Am 27. September 1971 wurde im »Haus des Sports« in Wien der »Austria Ski Pool« durch ÖSV-Präsident Karl Heinz Klee, Wirtschaftskammerpräsident Rudolf Sallinger und Unterrichtsminister Leopold Gratz gegründet.[19]
- Heini Messner war in die zweite Startgruppe versetzt worden, wurde trotzdem sowohl bei der Abfahrt zum Saisonstart in St. Moritz (mit Nr. 22) und auch in der Abfahrt in Val d’Isère (mit Nr. 29) jeweils Zweiter. Bei der vorgenannten Abfahrt in Frankreich gab es nicht nur einen österreichischen Doppelsieg, sondern auch die Tatsache, dass Karl Schranz nach längerer Sieglosigkeit (es war dies letztmals beim Weltmeisterschafts-Riesenslalom am 10. Februar 1970 gewesen) wieder am obersten Podest stand.[20][21][22]
- Eine Meldung (vom Europacup mit dem Sieg eines gewissen Franz Klammer am 10. Dezember bei der Abfahrt in Bad Kleinkirchheim) erreichte erst zirka zwei Jahre später an Bedeutung.[23]
- Den etwas ausfallsreichen Damenslalom am 18. Dezember in Sestriere gewann überraschend Françoise Macchi mit der zu diesem Zeitpunkt höchsten Startnummer, mit der ein Weltcupslalom bei den Damen gewonnen wurde, nämlich 29. (Bis zu diesem Zeitpunkt hatte nie eine Nummer außerhalb der ersten 15 einen Damenslalom gewonnen – und die 29 wurde danach auch nur zweimal getoppt, wobei Renate Götschl mit Nr. 42 am 14. März 1993 in Lillehammer die bislang – Februar 2018 – höchste Startnummer trug; später hatte Anja Pärson am 3. Dezember 1998 mit Nr. 36 in Mammoth Mountain die bislang zweithöchste Nummer.). Macchi hatte schon nach dem ersten Lauf geführt, erzielte auch im zweiten Durchgang Bestzeit; Monika Kaserer konnte sich mit zweiter Laufzeit noch von Rang 12 auf den dritten Platz vorarbeiten, während die gesundheitlich etwas angeschlagene Annemarie Pröll als Dreißigste (mit 53.02 s gegenüber der Bestzeit von 49,30 s) chancenlos war und im zweiten Lauf nicht ins Ziel kam.[24]
- Der Damen-Riesenslalom von Maribor am 7. Januar wurde in 2 Durchgängen ausgetragen und war somit (nach jenem vom 27./28. Januar 1967 in Saint-Gervais-les-Bains) der zweite Damen-„Riesen“ im Weltcup mit 2 Durchgängen (zudem wurde die neue „Bibbo-Regel“ angewendet, welche von allen gutgeheißen wurde). Trotz eines Missgeschicks beim Start zum ersten Durchgang (beim Anschieben rissen zwei Schnallenverbindungen eines Schuhs) ließ sich die momentan dominante Macchi nicht beirren und landete ihren vierten Saisonsieg (dazu wies sie zwei zweite und einen dritten Platz auf, womit sie 150 Punkte und einen Vorsprung von 37 Punkten auf Pröll verzeichnete). Jacqueline Rouvier stürzte im zweiten Durchgang und brach sich das Sprunggelenk im rechten Knöchel.[25]
- Beim Herrenslalom am 9. Januar in Berchtesgaden wurden von 88 Läufern nur 28 klassiert.[26]
- Beim Damenslalom in Bad Gastein ließ der erste Durchgang noch nicht erahnen, dass die Angelegenheit sich zu einem ausfallsreichen Rennen entwickeln würde, denn fast 75 % kamen nicht ins Klassement, wobei für diese Quote auch der Umstand verantwortlich war, dass viele Läuferinnen alles riskierten, um sich für die Olympischen Spiele zu qualifizieren – es war auf ein Zusammenwirken von aggressiver Fahrweise, Pistenzustand und Fahrfehlern zurückzuführen. Insgesamt waren 80 Konkurrentinnen gestartet, nach den ersten drei Startgruppen waren von 44 Starterinnen (Michéle Jacot hatte nicht antreten können – siehe bitte Artikel „Verletzungen“) nur 12 klassiert. Quellenhinweis unter dem Titel „Lafforgue gewann den Slalom – Annemarie Pröll den Silberkrug“. In: Tiroler Tageszeitung, Nr. 10, 14. Januar 1972, S. 9; POS.: Schlagzeile unten[27]
- Zwar wurde bei der ersten Herrenabfahrt in Kitzbühel (dem Sestriere-Ersatzrennen) Bernhard Russi Dritter, doch ansonsten war das SSV-Team von Pech verfolgt: Michel Dätwyler stürzte schon im Steilhang, Walter Tresch mit ausgezeichneter Zwischenzeit kurz vor dem Ziel.[28]
- Bei der zweiten Abfahrt in Kitzbühel am 15. Januar wäre es fast zu einem Zusammenstoß von Sieger Schranz (Start-Nr. 10) mit Stefano Anzi (der die Nr. 08 trug) gekommen. Anzi war gestürzt und hatte nach einiger Zeit das Rennen fortgesetzt.[29] Schranz ließ sich auch für den Slalom am 16. Januar auslosen, wobei ihm die Start-Nr. 58 zuteilwurde. Er und sein Skifabrikant Franz Kneissl verlangten vom ÖSV-Renndirektor Franz Hoppichler einen Startnummerntausch (dies war nach damaligem Reglement möglich); Schranz war der Meinung, dass er sich dies verdient hätte und ihm damit auch eine Chance auf den Kombinationssieg eröffnet worden wäre, aber mit Nr. 58 habe er keine Chance gesehen. Hoppichler lehnte das Ansinnen allerdings ab, worauf Schranz nicht antrat.[30]
- Auch (erneut) in Saint-Gervais-les-Bains wurde der Damen-Riesenslalom in zwei Durchgängen ausgetragen, wobei das Rennen an zwei Tagen (21. und 22. Januar) stattfand. Pröll siegte mit zwei Laufbestzeiten – Macchi lag nach dem ersten Lauf mit 1:43,03 exakt 9 s zurück, im 2. Lauf gelang ihr mit 1:39.03 die drittbeste Zeit.[31][32][33] Danach gab es bis zur generellen Einführung ab der Saison 1977/78 keinen aus 2 Durchgängen bestehenden Damen-„Riesen“ mehr.
- Einige Zeit vor dem am 19. Februar ausgetragenen Herren-Riesenslalom in Banff war eine Lawine über die Piste niedergegangen, dazu kam Neuschnee, weshalb die Bedingungen grenzwertig waren. Es war in Banff sogar ein zweiter Herren-Riesenslalom (statt Gröden) geplant, doch daraus wurde nichts. Es ergaben sich weitere Probleme: Nachdem Schneefälle den Zustand der Pisten verschlechterten, zudem weitere Organisationsmängel zutage traten und für 20. Februar ein Touristenstrom erwartet wurde, wurden vorerst der Damenslalom statt des Riesenslaloms am 18. Februar gefahren und weiters der Herrenslalom und Damen-Riesenslalom auf den 19. Februar zusammengezwängt. Marie-Theres Nadig konnte am Riesenslalom am 19. Februar wegen einer Grippeerkrankung nicht teilnehmen. Der dabei errungene Dreifach-Sieg der ÖSV-Damen war für diese das überhaupt erste komplette Podium.[34][35][36][37][38]
- Beim Damenslalom in Heavenly Valley kamen nur 18 Läuferinnen ins Klassement, wobei ein Wolkenbruch in der Nacht vor dem Rennen für irreguläre Verhältnisse mit aufgeweichter Piste gesorgt hatte und keine der vier ÖSV-Läuferinnen in den zweiten Durchgang kam – auch die Schweiz musste einen Totalausfall verzeichnen. Nebst den erfolgreichen vier Französinnen hatten es nur elf US-Damen und je eine Deutsche (Pamela Behr mit Rang 6), Engländerin (Gina Hathorn mit Rang 9) und Kanadierin klassieren können.[39]
- Eine kuriose Situation gab es noch bei den abschließenden Rennen in Pra-Loup, wo zum einen der Damenslalom und der erste Riesenslalom als Ersatz für Voss, der Herrenslalom als Nachtrag zu Heavenly Valley ausgetragen wurden – und am Vormittag des 18. März beide Damen-Riesenslaloms stattfanden.[40] Außerdem mussten die ÖSV-Läuferinnen eine mühevolle Anreise zu diesem Finale absolvieren. Sie waren am 16. März von Turin gestartet, mussten wegen Unpassierbarkeit der Straße nach Schneeverwehungen nach 40 km wieder zum Ausgangspunkt zurück, hatten auf der Umleitung ebenfalls Schwierigkeiten, so dass sie erst um 22:30 Uhr (nach 1250 km Fahrt) am Bestimmungsort ankamen.[41]
- Alle sieben Slaloms der Damen wurden von Französinnen gewonnen – und es gab überhaupt nur für zwei Nationen Siege am Damensektor, nämlich für Frankreich mit zwölf und Österreich mit neun.
- Nachdem der FIS-Vorstand am 11. Februar beschlossen hatte, keine Weltmeisterschaften durchzuführen[42], erklärte der von den Olympischen Spielen ausgeschlossene und mittlerweile nach Österreich heimgekehrte (und dort überdimensional empfangene) Karl Schranz am 15. Februar schriftlich seinen Rücktritt vom Rennsport[43] (er wurde danach noch Profiläufer).

### Verletzungen
- Am 12. Oktober Sturz von Annemarie Pröll beim Training am Kitzsteinhorn; sie verletzte sich am linken Knie (Zerrung). Trainer Hermann Gamon brachte die Läuferin ins Krankenhaus nach Schwarzach im Pongau, wo Primarius Verdini den Grad der Verletzung feststellte.[44]
- Bei der Damenabfahrt in St. Moritz zog sich Ingrid Gfölner bei einem Sturz einen Bruch des rechten Knöchels zu, was für sie bereits im ersten Rennen auch das Saisonende bedeutete.[45]
- Eine weitere ÖSV-Läuferin, nämlich Dora Storm, erlitt am 7. Dezember beim Abfahrtstraining in Val d’Isère einen Unterschenkelbruch.[46][47][48]
- Beim Herren-Riesenslalom am 9. Januar in Berchtesgaden, den Roger Rossat-Mignod mit der bis dahin höchsten Siegernummer in dieser Disziplin, u. zw. 24, gewann, fuhr Patrick Russel mit letztem Einsatz im ersten Lauf ins Ziel, hatte Bestzeit; beim Abschwingen wurde er durch einen Schneebuckel in die Luft gehoben, er stürzte kopfüber in die Strohballen, seine Bindung löste sich nicht – ein Schien- und Wadenbeinbruch waren die Folge.[49]
- Beim Training am 20. Januar für die (nicht zustande gekommene) Lauberhorn-Abfahrt erlitt der Liechtensteiner Fahrer Helmut Frick einen Oberschenkelbruch.[50]

### Absagen, Verschiebungen
- Eine Panne gab es beim Herren-Riesenslalom am 9. Dezember in Val-d’Isère, wo der Lift (die Télécabine de La Daille), der die Läufer zum um 13.30 Uhr vorgesehenen Start zum 2. Durchgang bringen sollte, um 13.08 Uhr wahrscheinlich wegen Motorüberlastung stoppte und viele Athleten zwischen Himmel und Erde schwebten. Erst nach einer Stunde konnte der Lift eingependelt, das Rennen mit 55-minütiger Verspätung aufgenommen werden (Quellenhinweise siehe bitte im Artikel „Neue Regelung für Rennen mit zwei Durchgängen“ mit den Titeln „Erster Lauf: Haker (No) die grosse Ueberraschung“ und „Nervenschlacht vor dem Start: Stunde im Lift“).
- Die für 19. Dezember in Sestriere im Rahmen der Kandahar-Rennen vorgesehene Herrenabfahrt musste schon am 15. Dezember abgesagt werden. Ein hereingebrochener Föhnsturm ließ die obere Schneedecke wegschmelzen und verwandelte die untere Schicht in Schwimmschnee. Es wurde eine Verlegung auf 14. Januar in Kitzbühel beschlossen (es entfiel dadurch aber die übliche Kombinationswertung). Die Damenabfahrt wurde vom 16. auf den 17. Dezember, damit auch die beiden Slaloms um je einen Tag verschoben.[51][52][53]
- Die 42. Lauberhornrennen mussten ohne die für 22. Januar geplante Abfahrt stattfinden. Schon am 21. Januar hatte Nebel ein Nonstop-Training verhindert[54], am Tag des Rennens war es erneut der Nebel; vorerst wurde der Start zwar verschoben, aber um 13:45 Uhr kam die Absage.[55] Die Abfahrt wurde am 15. März in Gröden nachgeholt[56][57], es gab aber diesmal keine Kombinationswertung.
- Es hätte am 27. Februar in Crystal Mountain noch ein Damenslalom ausgetragen werden sollen, doch verhinderten Windstürme dessen Durchführung.[58][59]
- Ein für 4./5. März vorgesehener Abfahrtslauf der Herren in Heavenly Valley wurde abgesagt, weil die Forstverwaltung des Bundesstaates Kalifornien endgültig keine Genehmigung für die Schlägerung einiger Bäume erteilte, so dass hierfür Crystal als Ersatz ins Auge gefasst wurde. Hingegen wollte man den Gröden-Herren-Riesenslalom, der in Banff nicht hatte ausgetragen werden können, nun in Heavenly statt der Abfahrt ausrichten.[60]
- Sowohl der für Heavenly Valley geplante Herrenslalom und auch der in Voss geplante Damen-Riesenslalom wurden alle am 18. März in Pra Loup (somit bei den Damen beide am Vormittag dieses Samstags) gefahren. Der Voss-Slalom wurde am 17. März ebenfalls in Pra Loup ausgetragen.[61][62][63]

### Weltcup-Entscheidungen
Titelverteidigerin Pröll startete gleich mit einem (klaren) Sieg in der Abfahrt von St. Moritz, während Gustav Thöni (allerdings kein Abfahrtsspezialist) Rang 14 belegte und (der in die 2. Gruppe abgerutschte) Heini Messner mit Nr. 22 auf Platz 2 noch für einen Podestplatz der Österreicher sorgte. Franz Vogler kam für den DSV auf Rang 7. Beste DSV-Dame war die mit Nr. 1 ins Rennen gegangene Rosi Speiser auf Rang 5, eher unbeachtet blieb zu diesem Zeitpunkt wohl Rang 6 von Marie-Theres Nadig.
Sowohl bei den Damen als auch Herren waren auch schwere Verletzungen von Aspiranten auf Disziplinen- und vor allem Gesamtsiege von großer Bedeutung. So wurde das vorerst gegebene Duell Françoise Macchi gegen Annemarie Pröll nach der Macchi-Verletzung beim Training in Sapporo zu einem Solo für die Österreicherin, und es waren Parallelen zur Saison 1968/69 festzustellen, als damals ebenso der Beinbruch von Annie Famose der Österreicherin Gertrud Gabl den Gesamtsieg erleichtert hatte. Mit Rang 2 in der zweiten Abfahrt in Crystal war Pröll mit 233 Punkten (die weiteren Ränge: Macchi 187, Drexel 102, Mir 94) vorzeitig Gesamtsiegerin.

#### Herren
Nach den Rennen in Sestriere lag bei den Herren (wie auch schon letztes Jahr der Fall war) Gustav Thöni mit nur 8 Punkten hinter den ersten Zwölf. Es führten ex aequo Jean-Noël Augert und Heini Messner mit 40 Punkten, auf Rang 10 lag Harald Rofner (15), auf Rang 12 Karl Cordin (11). Wenngleich Thöni beim Riesenslalom am 10. Januar in Berchtesgaden mit Rang 2 erstmals ein Spitzenresultat erbrachte, schien sich das Blatt zugunsten von Henri Duvillard zu wenden, der mit dem überraschenden Slalomsieg die Zwischenführung übernahm und es schien, als könnte er die vom französischen Verband in ihn gesetzten Erwartungen eines Gesamtweltcupsieges erfüllen, denn Duvillard galt nicht als Slalomspezialist und hatte somit 25 unverhoffte Punkte errungen. Thöni errang mit einem überraschenden 7. Rang bei der ersten Kitzbühel-Abfahrt erstmals in seiner Karriere Abfahrtspunkte, die unerwartet kamen (er war nun mit 32 Punkten Achter; in Führung Duvillard mit 69).
Nach den Banff-Rennen (18./19. Februar) übernahm Jean-Noël Augert mit 114 Punkten die Führung von Duvillard (97); Gustav Thöni war (hinter Andrzej Bachleda-Curuś, der den ersten und auch einzigen Sieg für Polens Herren im Weltcup errungen hatte, und dem sich schon im »Ruhestand« befindlichen Schranz) auf Rang 5 (82) platziert.
Henri Duvillard büßte dadurch an Terrain ein, dass er in der Abfahrt, die ihm eigentlich besser liegen sollte, in den letzten drei Rennen punktelos blieb, wobei ihm beim letztlich geringen Abstand von 12 Punkten (unter Berücksichtigung von drei Streichpunkten (Rang 8 Val-d’Isère) sogar zweimal Rang 6 und einmal 7 genügt hätten. Trotzdem blieb er bis zum letzten Bewerb im Rennen, übernahm mit Rang 2 im „Riesen“ in Heavenly mit 117 zu 114 wieder die Führung gegenüber Augert. Dabei spitzte sich die Entscheidung auch etwas seltsam in den finalen Rennen zu, weil statt Gustav Thöni sein Cousin Roland sich deutlich besser klassieren konnte, und es gab sogar durch die französische Mannschaftsführung gegen dessen Sieg im Madonna-Slalom (17. März; Rang 4 brachte Augert bereits den Slalom-Weltcup) einen Protest wegen eines Torfehlers, jedoch hatte die Jury keine Zeit, diesen zu behandeln, weil es gleich nach Rennschluss galt, nach Pra-Loup weiterzureisen. Dort konnte sich Gustav mit dem zweiten Rang hinter Roland (und dank dessen, dass der bisherige Leader Augert nur Zehnter wurde, was zudem ein Streichresultat war) erstmals mit 134 Punkten (nun vor Duvillard [131], Augert [125] und Edmund Bruggmann) [117]) an die Spitze des Weltcups setzen. Sogar Bachleda hätte mit 105 Zählern noch eine Chance gehabt, doch schied er aus. Die endgültige Entscheidung fiel erst mit dem Riesenslalom in Pra-Loup, wobei sich Gustav Thöni mit Rang 2 auch erstes Riesenslalomkristall sicherte.
Abfahrt:

Diese Wertung sicherte sich Bernhard Russi, der nach der Doppelabfahrt in Crystal Mountain (25./26. Februar) dank Sieg und Rang 2 mit 97 Zählern nicht mehr eingeholt werden konnte (Heinrich Messner belegte nur die Ränge 14 und 11). Russi profitierte zudem vom Schranz-Rücktritt, denn der Arlberger hatte zu diesem Zeitpunkt (15. Februar) im Abfahrts-Weltcup mit 83 Punkten einigermaßen klar vor Messner (55) und Russi (51) geführt.

#### Damen
Es entwickelte sich ein Duell zwischen Françoise Macchi und Annemarie Pröll, wobei vorerst die Französin äußerst stark war. Da Pröll im Damenslalom vom 18. Dezember in Sestriere (nach Rang 30 aus dem ersten Lauf) im zweiten Durchgang wegen Übermüdung aufgab, konnte die überraschende Slalomsiegerin und zu diesem Zeitpunkt hervorragend fahrende Françoise Macchi die Weltcupführung übernehmen (75:70) und baute diesen mit ihrem »Triple« (Riesenslalom, Slalom Oberstaufen und Riesenslalom Maribor (bei Rängen 2, 5 und 3 von Pröll)) auf 150 zu 113 aus.
Mit dem Sieg im Riesenslalom von St. Gervais (22. Januar) konnte Pröll wieder die Führung mit 103 zu 87 an sich reißen (Macchi war nach ca. 9 Sekunden Rückstand aus dem ersten Lauf chancenlos).
Dann aber erlitt Françoise Macchi, die bereits Anfang November beim Training der französischen Nationalmannschaft in Tignes einen Sprung im Handgelenk erlitten hatte, am 2. Februar beim Abfahrtstraining am Mount Eniwa bei den Olympischen Winterspielen in Sapporo eine schwere Knieverletzung, fiel damit für Olympia aus, musste Pröll kampflos den Weltcup-Sieg überlassen und kündigte ihr Karriereende an. Eine (in diesem Fall unvorhergesehene bzw. unglückliche) Entscheidung im Gesamtweltcup zu einem derart frühen Zeitpunkt hatte es bislang im Damenbereich noch nie gegeben, denn als Pröll am 25. Februar die Abfahrt in Crystal Mountain gewann (übrigens ihr 15. Sieg in einem Weltcuprennen, womit sie Nancy Greene mit 14 Siegen als bisherige Rekordsiegerin ablöste), war sie bei noch sechs ausständigen Rennen nicht mehr einzuholen. Sie wies auf die potentiellen Verfolgerinnen (Monika Kaserer und Marie-Theres Nadig mit je 85 Punkten (Macchi konnte wegen ihrer Verletzung nicht mehr eingreifen)) einen Vorsprung von 148 Punkten auf, so stand ihr zweiter Gesamtsieg im Weltcup bereits fest.
Pröll holte durch weitere Siege und Spitzenplätze letztlich 269 Gesamtpunkte (hatte 58 Zähler an Streichresultaten) – In der Abfahrt hatte sie die gesamte Saison über dominiert, in sieben Rennen zweimal Zweite waren ihre «schlechtesten» Resultate. Im Riesenslalom kam ihr natürlich auch der Macchi-Ausfall zugute, die übrigen Konkurrentinnen punkteten zu inkonstant.
Slalom:

Für das Tricolore-Team verlief die Saison erfolgreich und trotzdem tragisch, denn ausgerechnet Olympiagold wurde nicht gewonnen. Ansonsten gingen alle Slaloms an Frankreichs Damen, sodass es nicht verwunderlich war, dass in der Disziplinenwertung auf den ersten fünf Plätzen vier Französinnen waren, nur Rosi Mittermaier als Vierte durchbrach die Phalanx – und sie hatte mit 51 Punkten vor dem letzten Rennen (17. März in Pra Loup), nebst der aktuell mit 75 Punkten führenden Britt Lafforgue (vor Steurer/59 – Macchi/70 war außer Gefecht) noch eine geringe Chance auf den Sieg – wenn sie selbst gewonnen hätte. Lafforgue holte ohnehin mit Rang 10 nur einen Punkt, das hätte dann einen ex-aequo-Sieg gegeben, Steurer hätte ihr mit Rang 4 auch nicht wehtun können. Doch es wurde «nur» Rang 3.

### Premierensiege
Bei nunmehr bereits 132 Herren- und 130 Damenrennen wurden die tieferstehenden Läufer als neue Sieger archiviert:

Herren:
- Erik Håker gleich zum ersten Saison-Riesenslalom in Val-d’Isère mit der erstmals angewendeten «Bibbo-Regel» (siehe bitte separaten Beitrag)
- Werner Mattle (am 24. Januar in Adelboden; siehe bitte ausführlichere Angaben unter «Sonstige Ereignisse»); dieser Sieg blieb sein einziger, aber er bewies nur wenig später mit Bronze im olympischen Riesenslalom seine damalige Form.
- Andrzej Bachleda (als erster und bis dato, Saisonende 2018/19, einziger Pole) am 19. Februar beim Slalom in Banff.
- Franz Vogler, der Weltmeisterschaftsdritte 1966 in der Abfahrt, kam am 26. Februar in Crystal Mountain zu seinem einzigen Sieg.
- Roland Thöni, zuvor schon Slalombronze in Sapporo, am 17. März in Madonna di Campiglio, wobei er tags darauf in Pra Loup „nachdoppelte“.

Damen:
- Jacqueline Rouvier holte sich am 11. Dezember bei der Abfahrt in Val-d’Isère ihren einzigen Weltcupsieg; 1974 überraschte sie mit Riesenslalom-Bronze bei den Weltmeisterschaften in St. Moritz.
- Ähnlich wie Roland Thöni, kam auch Danièle Debernard bei den finalen Rennen an zwei Tagen hintereinander (in diesem Fall auch zweimal am selben Ort, nämlich Pra Loup) zu zwei Siegen – den ersten am 17. März im Slalom, dann im Riesenslalom – sie war ebenfalls bei Olympia zu einer Medaille (Slalomsilber) gekommen, konnte aber auch noch später Siege erringen und bei den Olympischen Spielen 1976 nochmals mit Bronze im Riesenslalom Edelmetall gewinnen.

### Rücktritte
Nebst Karl Schranz (zwar verkündete er erst am 14. Oktober 1972 seinen endgültigen Rücktritt und seinen Einstieg ins Profilager) waren es Heini Messner, der den ersten Weltcup-Bewerb überhaupt (am 5. Januar 1967 den Slalom in Berchtesgaden) gewonnen hatte, aber auch Bernard Orcel, Alain Penz und Tyler Palmer bzw. Gertrud Gabl, Florence Steurer, Annie Famose und auch Jocelyn Périllat, die zurücktraten. Um den 20. Mai gab es auch die Rücktrittsmeldung der verletzten Françoise Macchi. Zu Jean-Daniel Dätwyler gab es erst Ende November die Meldung, dass er – und auch seine Teamkollegen Kurt Schnider und Peter Frei – sich vom Rennsport zurückgezogen hat (haben). Der Deutsche Franz Vogler erklärte auch seinen "Ruhestand vom Renngeschehen", gab aber 1973/74 überraschend ein Comeback.

Einen weiteren Rücktritt gab es noch beim französischen Team, dessen Nationaltrainer Jean Beranger lt. einer Mitteilung des Staatssekretärs für Jugend und Sport, Joseph Comiti, vom 19. März. Dabei kritisierte Comiti sowohl die Trainingsmethoden als auch das Verhalten der Skisportler und führte aus, dass die derzeitigen Ergebnisse ein Beweis für die Notwendigkeit einer neuen Führung seien.

## Rennen außerhalb des Weltcups
- Die neue Saison war am Kitzsteinhorn mit einem Riesenslalom für (in chronologischer Reihenfolge) die Herren am 25. November (Sieg für Werner Bleiner vor Harald Rofner und Erik Håker)[78] und für die Damen am 26. November (Sieg für die Norwegerin Kariane Kristiansen vor der Schwedin Lotta Sollander und der Britin Valentina Illife)[79] eröffnet worden.
- Beim „Kriterium des ersten Schnees“ in Val-d’Isère wurde am 8. Dezember ein Damenslalom ausgetragen, den Rosi Mittermaier vor Conchita Puig, Florence Steurer und Barbara Ann Cochran gewann; von den Österreicherinnen kam als Beste Marianne Ranner auf Rang 13.[80]
- Während bei den Herren wegen der Verlegung der Kandahar-Abfahrt nach Kitzbühel die diesbezügliche Kombination ausfiel, gab es diese sehr wohl bei den Damen: Françoise Macchi triumphierte dank Rang 2 in der Abfahrt und Sieg im Slalom überlegen mit 5,31 Punkten vor Isabelle Mir (22,06), Rosi Mittermaier (24,19) und Monika Kaserer (37.10).[81]
- Den Slalom in Mittersill bei der „3. Internationale Salzachtal-Skiwoche“, bei dem 42 von 91 Läufern aus elf Nationen ins Klassement kamen, gewann Alfred Hagn vor Alfred Matt, Harald Rofner und Peter Frei.[82]
- Håker gewann am 7. Januar vor Hagn und Stricker im Rahmen der Salzachtaler Skiwoche den Riesenslalom in Bad Hofgastein.[83] den Damen-Riesenslalom gewann die Schweizerin Rita Schnider vor Hanni Wenzel und Ingrid Eberle, die Abfahrten brachten Siege für Marcello Varallo (ITA) vor Mike Lafferty und David Currier (beide USA) (die Favoriten wie Cordin und Vogler blieben zurück) bzw. Marianne Hefti (SUI) vor Martina Gappmaier (AUT) und Michele Rubi (SUI).[84]
- Der Kombinationssieg der „Silberkrug-Rennen“ in Bad Gastein (12./13. Januar) ging an Pröll vor Macchi und Nadig.[85] sowie bitte unter dem Artikel „Sonstige Ereignisse“.
- Die Hahnenkamm-Kombination (15./16. Januar) wurde von Henri Duvillard vor Jean-Noël Augert und Alfred Hagn gewonnen; bester Österreicher wurde Josef Loidl als Fünfter.[86]
- Die Grindelwald-Kombination (18./19. Januar) ging an Kaserer vor Steurer, Mir, Debernard und Marylin Cochran.[87]
- Einen FIS-B-Riesentorlauf in Kronplatz bei Bruneck gewann Gustav Thöni vor den zeitgleichen Reinhard Tritscher und Werner Bleiner.[88][89]
- Die österreichischen Skimeisterschaften in Hinterstoder begannen am 10. März mit den Abfahrtstiteln für Sepp Walcher und Brigitte Schroll; der Schweizer Verband trug diese in Haute Nendaz, der italienische in Sportinia aus, wobei dort ergiebige Schneefälle den Organisatoren schwer zu schaffen machten. Am 9. März wurden Elena Matous und Ilario Pegorari Slalom- am 10. März Lidia Pellesier Abfahrts- und Renzo Zandegiacomo Riesenslalommeister. Riesenslalommeisterin wurde (nach Sturz der Favoritin Matous) erneut Pellisier, die somit auch die Kombination gewann; der Abfahrtslauf der Herren konnte wegen der Wetterbedingungen (Regen, Wind, Schneefall) nicht ausgetragen werden.[90][91][92][93][94][95][96][97][98]
- Nach der Saison, am 26. März, gewann Hansi Hinterseer einen Slalom um den «Großen Preis von Spanien» in Baqueira-Beret vor Eberhard Schmalzl und Alfred Hagn[99]